# Altonaerstadion
Het Altonaerstadion was een multifunctioneel stadion in Hamburg-Bahrenfeld, stadsdeel van Hamburg, in Duitsland. Het stadion werd vanaf 1938 Bahrenfelder Stadion genoemd..

## Historie
De opening van het stadion vond plaats op 11 september 1925. De eerste wedstrijd was een aantal dagen later en ging tussen de club Altona tegen VfL Stötteritz. In het stadion konden 40.000 toeschouwers. Op de overdekte tribune was plek voor ongeveer 2.000 toeschouwers. Tijdens de Tweede Wereldoorlog werd het stadion zwaar getroffen en het kon pas weer in 1947 gebruikt worden. Op 22 mei 1949 werd de laatste wedstrijd in dit stadion gespeeld. Die ging tussen HSV en FC St. Pauli. In 1951 werd besloten het nieuwe Volksparkstadion te bouwen op dezelfde plek.

## Interlands
| Voetbalinterlands | Voetbalinterlands | Voetbalinterlands     | Voetbalinterlands | Voetbalinterlands    | Voetbalinterlands |
| №                 | Datum             | Wedstrijd             | Uitslag           | Competitie           | Toeschouwers      |
| ----------------- | ----------------- | --------------------- | ----------------- | -------------------- | ----------------- |
| 1                 | 23 oktober 1927   | Duitsland – Noorwegen | 6–2               | vriendschappelijk    | 30.000            |
| 2                 | 20 oktober 1929   | Duitsland – Finland   | 4–0               | vriendschappelijk    | 20.000            |
| 3                 | 21 november 1937  | Duitsland – Zweden    | 5–0               | WK 1938 kwalificatie | 50.500            |